# Afganisztáni víg napjaim
Az Afganisztáni víg napjaim (eredeti cím: Whiskey Tango Foxtrot) 2016-ban bemutatott amerikai háborús életrajzi filmvígjáték-dráma, melyet Robert Carlock forgatókönyvéből Glenn Ficarra és John Requa rendezett. A történet alapjául Kim Barker The Taliban Shuffle című 2011-es memoárja szolgált. A főbb szerepekben Tina Fey, Margot Robbie, Martin Freeman, Christopher Abbott, Alfred Molina és Billy Bob Thornton látható.
Az Amerikai Egyesült Államokban 2016. március 4-én került mozikba a Paramount Pictures forgalmazásában, Magyarországon 2016. november 26-án mutatta be az HBO.

## Összefoglaló
A film főszereplője Kim Baker New York-i riporternő, aki úgy dönt, feladva kényelmes és unalmas életét elvállal egy megbízatást Afganisztánban. Itt megismerkedik a szintén riporter Tanyával, a jóképű skót fotós Iainnel és egy Hollanek nevű amerikai ezredessel.

## Szereplők
| Szereplő          | Színész            | Magyar hang      |
| ----------------- | ------------------ | ---------------- |
| Kim Baker         | Tina Fey           | Szávai Viktória  |
| Tanya Vanderpoel  | Margot Robbie      | Zsigmond Tamara  |
| Iain MacKelpie    | Martin Freeman     | Görög László     |
| Fáhim Ahmadzai    | Christopher Abbott | Schneider Zoltán |
| Hollanek tábornok | Billy Bob Thornton | Jakab Csaba      |
| Ali Maszúd Szádik | Alfred Molina      | Kassai Károly    |
| Sakira Khar       | Sheila Vand        | Kis-Kovács Luca  |
| Nyurga Brian      | Nicholas Braun     | Baráth István    |
| Nic               | Steve Peacocke     | Papp Dániel      |
| Coughlin őrvezető | Evan Jonigkeit     | Szabó Máté       |
| Ed Faber          | Scott Takeda       | Láng Balázs      |
| Chris             | Josh Charles       | Turi Bálint      |
| Geri Taub         | Cherry Jones       | Andresz Kati     |
| Hurd őrmester     | Sterling K. Brown  | Varga Gábor      |